# ریتون الون تاونز
ریتون الون تاونز (به انگلیسی: Ruyton-XI-Towns) یک روستا و محله مدنی در بریتانیا است که در Shropshire واقع شده‌است. ریتون الون تاونز ۱٬۳۷۹ نفر جمعیت دارد.